# Cornelis van den Bogaerde
Cornelis van den Bogaerde (Halmahera, ca. 1650 – ?) was een koopman in dienst van de VOC. Hij werkte lange tijd in India. In 1686 werd hij opperhoofd van de factorij in Haiderabad. Hij liet toen door een Indiase schilder twee schilderijen maken waarop hij zelf figureert, en die na lange omzwervingen terechtkwamen in de Davidsverzameling, een kunstmuseum in Kopenhagen.

## Biografie
Van den Bogaerde werd rond 1650 geboren op Halmahera, dat onder het sultanaat van Ternate viel. Zijn vader of oom was vermoedelijk Jasper van den Bogaerde, die van 1648 tot 1653 VOC-gouverneur van Ternate was, of anders Jaspers broer Balthasar, die toen ook op Ternate was. Jasper van den Bogaerde keerde terug naar Nederland in december 1655. Volgens de monsterrollen van de VOC nam Cornelis in 1668 dienst en ging hij op het schip Sparendam van de VOC-Kamer Delft terug naar Azië.
Hij werkte daarna lange tijd in de factorijen in Suratte en Ahmedabad, waar hij vloeiend Urdu leerde spreken. In 1685 werd hij door de Raad van Indië aangesteld als tweede in rang en plaatsvervanger van het opperhoofd van Masulipatnam, de havenstad van het sultanaat Golkonda aan de Coromandelkust. De VOC was hier al gevestigd vanaf 1605 en kocht er geweven en geverfde katoenen stoffen. Van den Bogaerde was inmiddels getrouwd met Maria de Helt.

### Ambassade naar Golkonda
De gouverneur van Coromandel Laurens Pit de Jonge benoemde Van den Bogaerde vanwege zijn kennis van het Urdu tot zijn vice-ambassadeur toen hij van maart tot begin juni 1686 met een grote en kostbare ambassade sultan Abul Hassan Qutb Shah in zijn hof in Haiderabad bezocht. Pit meende een financiële schuld van een Golkondase koopman, 'meer als tien tonnen gouts bedragende', rechtens op de sultan te kunnen verhalen. De sultan ging in eerste instantie akkoord maar weigerde later toch op advies van zijn ministers. Pit liet daarop met hulp van 400 soldaten geleend van de gouverneur van Ceylon Laurens Pijl Masulipatnam bezetten. Ook een eiland voor de kust werd in bezit genomen om het scheepvaartverkeer te blokkeren. De onder druk gezette sultan zegde de betaling in november alsnog toe. Pit wist niet dat die toezegging korte tijd later van geen waarde meer zou zijn.

### Opperhoofd van Haiderabad

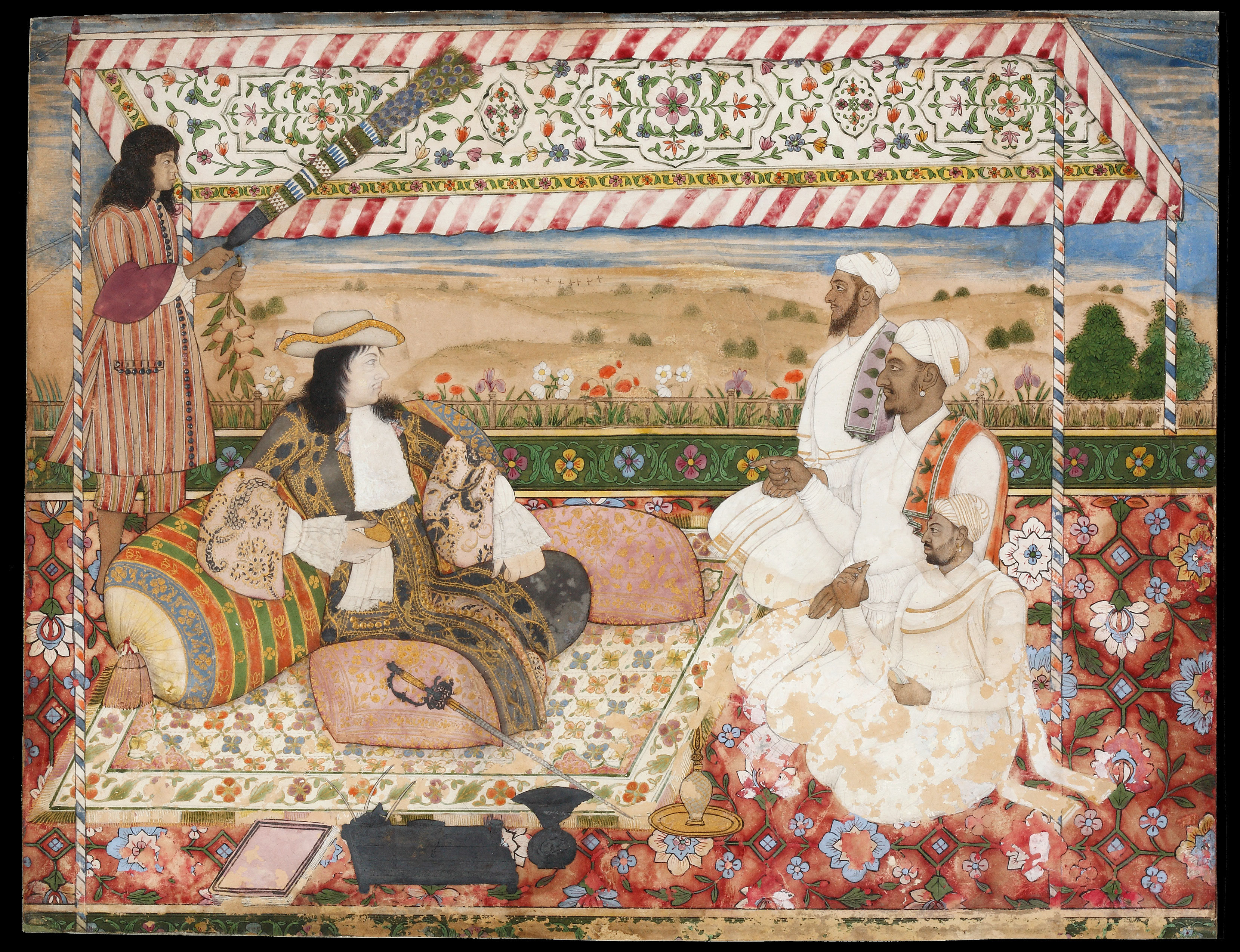
Van den Bogaerde met drie Indiase kooplieden.

In december werd Van den Boogaerde benoemd tot het nieuwe opperhoofd van de factorij in Haiderabad. Hij volgde Michiel Janszoon op, die door Pit was beschuldigd van fraude bij de handel in Ceylonese olifanten en naar Batavia werd gezonden. Enkele dagen na zijn aankomst in Haiderabad had hij al een ontmoeting met de sultan, en ving vervolgens zijn werkzaamheden aan. De handel van de VOC aan de Coromandelkust gebeurde meestal via lokale makelaars, die echter met enige regelmaat failliet gingen. Pit droeg Van den Bogaerde daarom op om in Haiderabad samen te werken met drie Indiase kooplieden die voor elkaar garant moesten staan. Zo werd het risico gespreid.
Daniël Havart beschreef hem op basis van mededelingen van anderen als 'een innerlijk goed man, zonder geveynstheyd, openhartig, die de zaken van de Edele Compagnie in de Moorsche quartieren, en den omgang met die landaard, grondig verstaat'.
In februari 1687 verscheen het leger van de Mogolkeizer Aurangzeb voor Haiderabad. De sultan trok zich terug in het fort van Golkonda, maar na een belegering van acht maanden moest hij zich overgeven. Golkonda werd ingelijfd bij het Mogolrijk. Haiderabad en het omringende land werden door de oorlog in chaos gestort. Er heerste hongersnood en er waarden epidemieën rond. Van den Bogaerde bivakkeerde met zijn secunde Nicolaas Cramfer in een tentje in het legerkamp van Aurangzeb. Hij voelde zich genoodzaakt veel geschenken uit te delen aan Mogol edellieden. Uiteindelijk zegde Aurangzebs vizier Asad Khan hem een audiëntie met de keizer toe om de door de sultans van Golkonda aan de VOC verleende handelsprivileges te laten herbevestigen. Op dezelfde dag viel het fort van Golkonda, zodat het nooit zo ver kwam. Tot groot verdriet van de VOC in Batavia, want dit maakte een nieuwe kostbare ambassade noodzakelijk, ditmaal naar Aurangzeb. Die werd in 1689 ondernomen door Johannes Bacherus. Bacherus was als lid van de commissie van Hendrik van Reede in 1686 naar de Coromandelkust gekomen om alle factorijen door te lichten op zoek naar malversaties en niet-toegestane particuliere handel. Ook de factorij in Haiderabad kwam onder verdenking te staan.

### Schilderijen

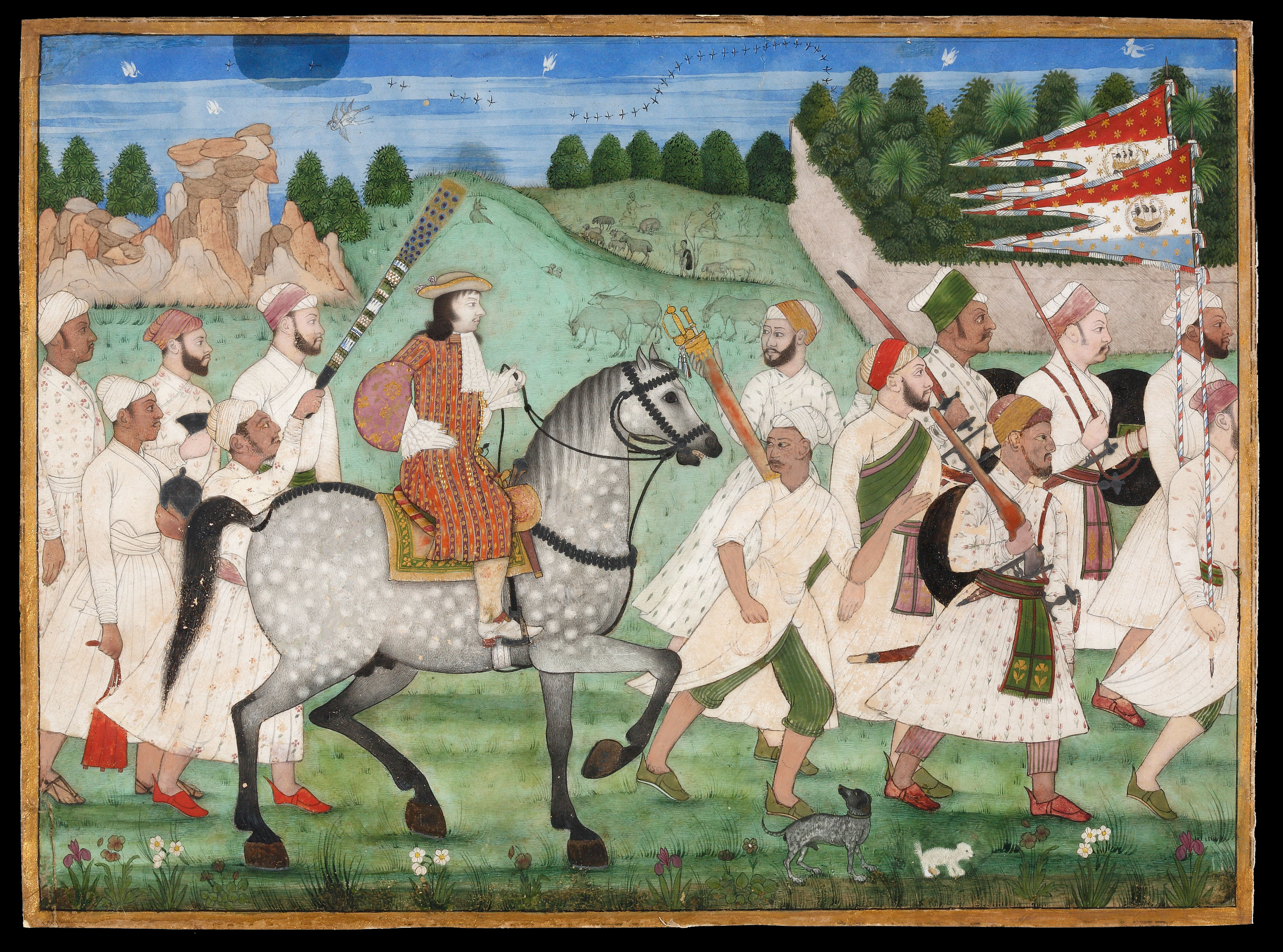
Van den Bogaerde in een optocht.

Van den Bogaerde werd ontslagen en keerde in maart 1690 terug naar Masulipatnam en van daar naar Paliacatte, waar zijn handelingen als opperhoofd nader onderzocht werden door Van Reede. Volgens Bacherus had hij het imago van de VOC bij de Mogols schade berokkend door zijn corrupte praktijken en schandelijke levensstijl. Hij werd naar Batavia gestuurd. Daar werd hij echter vrijgesproken en in 1691 weer in dienst genomen.
Het is bekend dat veel Nederlanders in Masulipatnam en Haiderabad erg geïnteresseerd waren in de Indo-Perzische cultuur aan het hof van Golkonda. Voorbeelden zijn Daniël Havart en Herbert de Jager. In 1687 liet Van den Bogaerde twee schilderijen maken door een schilder in Golkonda, in de stijl die daar gebruikelijk was. Op het ene schilderij is hij te zien in een durbar samen met de drie Indiase kooplieden, Mohan Das Virji, Nagosa en Chand Khan. In zijn rechterhand heeft hij een koban, een Japanse gouden munt die in India vaak als geschenk werd gegeven. Een bediende die hij vermoedelijk uit Batavia had meegenomen wuift hem koelte toe met een pauwenveer. In zijn linkerhand houdt die bediende een tak met vruchten, wat een verwijzing zou kunnen zijn naar Van den Bogaerde's naam. Op het andere schilderij rijdt hij te paard in een optocht met Indiase soldaten en vaandeldragers met Nederlandse vlaggen. Op die vlaggen staat een VOC-schip met vijf Nederlandse vlaggen.